# Ordinador quàntic Kane

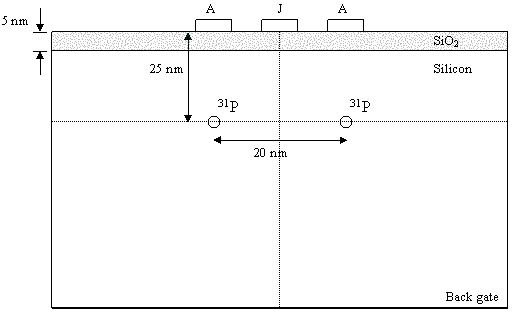
Ordinador quàntic Kane.

L'ordinador quàntic Kane és una proposta d'ordinador quàntic escalable proposada per Bruce Kane l'any 1998, que aleshores era a la Universitat de Nova Gal·les del Sud. Sovint pensat com un híbrid entre els ordinadors quàntics de punt quàntic i de ressonància magnètica nuclear (RMN), l'ordinador Kane es basa en una sèrie d'àtoms donants de fòsfor individuals incrustats en una xarxa de silici pur. Tant els espins nuclears dels donants com els espins dels electrons donants participen en el càlcul.
A diferència de molts esquemes de càlcul quàntic, l'ordinador quàntic Kane és en principi escalable a un nombre arbitrari de qubits. Això és possible perquè els qubits es poden abordar individualment per mitjans elèctrics.
La proposta original demana que els donants de fòsfor es col·loquin en una matriu amb un espai de 20 nm, aproximadament 20 nm sota la superfície. Una capa d'òxid aïllant es fa créixer a la part superior del silici. Les portes metàl·liques A es dipositen a l'òxid per sobre de cada donant, i les portes J entre els donants adjacents.
Els donants de fòsfor són 31 P isotòpicament pur, que tenen un espín nuclear d'1/2. El substrat de silici és isotòpicament pur 28 Si que té un espín nuclear 0. L'ús del gir nuclear dels donants P com a mètode per codificar qubits té dos avantatges principals. En primer lloc, l'estat té un temps de decoherència extremadament llarg, potser de l'ordre de 10-18 segons a temperatures de millikelvin. En segon lloc, els qubits es poden manipular aplicant un camp magnètic oscil·lant, com en les propostes típiques de RMN. En alterar la tensió a les portes A, hauria de ser possible alterar la freqüència de Larmor dels donants individuals. Això permet abordar -los individualment, posant donants específics en ressonància amb el camp magnètic oscil·lant aplicat.
La proposta de lectura de Kane va ser aplicar un camp elèctric per fomentar el túnel d'un electró depenent de l'espín per transformar dos donants neutres en un estat D + – D –, és a dir, un en què dos electrons s'associen amb el mateix donant. L'excés de càrrega es detecta després mitjançant un transistor d'un sol electró. Aquest mètode té dues grans dificultats. En primer lloc, l'estat – té un fort acoblament amb l'entorn i, per tant, un curt temps de decoherència. En segon lloc, i potser més important, no és clar que l'estat – tingui una vida útil prou llarga per permetre la lectura — els túnels d'electrons a la banda de conducció.